# Обратный билет (альбом)
«Обратный билет» — шестой студийный альбом российской певицы Татьяны Булановой, выпущенный в 1996 году на лейбле «Студия Союз». Все песни для альбома были написаны композитором Максимом Дунаевским и поэтом Ильёй Резником.
Сама исполнительница призналась, что альбом стал для неё неудачным из-за неподходящих песен, и что она была поставлена в такие условия, при которых она «должна была его выпустить».

## Отзывы критиков
| Оценки критиков | Оценки критиков |
| Источник        | Оценка          |
| --------------- | --------------- |
| Живой звук      | [ 2 ]           |

Рецензент газеты «Живой звук» Дмитрий Аношин заявил, что альбом был сделан профессионалами «на совесть и с соблюдением требований жанра», поэтому «мелодии и аранжировки не отличаются затейливостью», а «тексты должным образом доходчивы» и с акцентом на «душевности». Всё же он отметил, что альбом практически ничем не отличается от предшественников, но, по его мнению, он обречён на успех, поскольку «страдания у русского человека в крови».
По мнению же журналиста Отара Кушанашвили, альбом, записанный с двумя «якобы титанами», получился абсолютно «провальным», «безобразным и бездарным». «Шарик сдулся», — резюмировал он.

## Список композиций
| №  | Название          | Длительность |
| -- | ----------------- | ------------ |
| 1. | «Мост любви»      | 4:29         |
| 2. | «Королевна»       | 3:48         |
| 3. | «Берег мой»       | 3:16         |
| 4. | «Ты приснись»     | 3:39         |
| 5. | «Чья вина»        | 3:05         |
| 6. | «Спаси и помилуй» | 4:08         |
| 7. | «Кем ты стал»     | 4:06         |
| 8. | «Обратный билет»  | 3:44         |
| 9. | «Ничего хорошего» | 4:59         |

## Участники записи
- Татьяна Буланова — вокал
- Максим Дунаевский — музыка (1, 2, 4-9)
- Илья Резник — музыка (3), слова
- Сергей Шмелёв — аранжировка
- Александр Шоболов — звукорежиссёр
- Николай Тагрин — продюсирование
- Андрей Субботин — запись, сведение
- Григорий Кузьмин — фото
- Ольга Алисова — оформление альбома

Сведения взяты из аннотации к альбому.